# Via Claudia Augusta

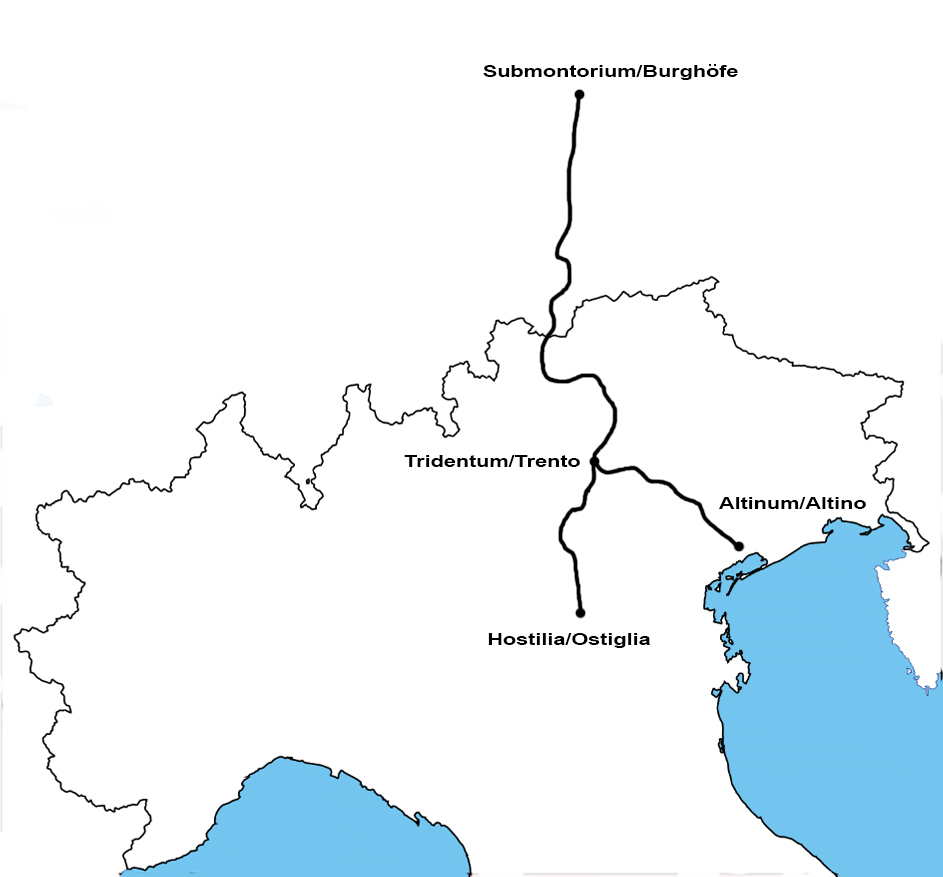

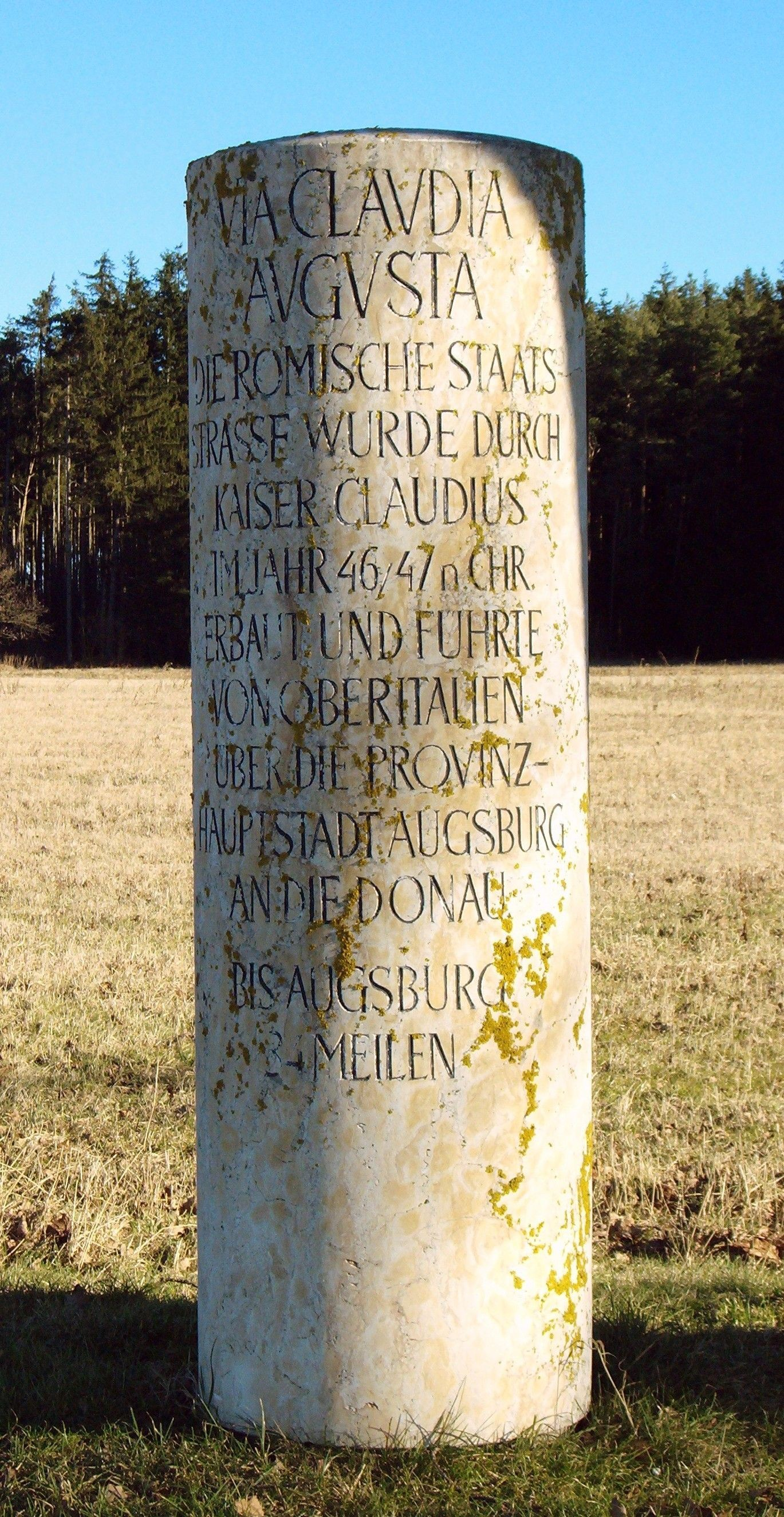
Современная реплика камня отсчета миль вблизи Унтердиссена, Бавария

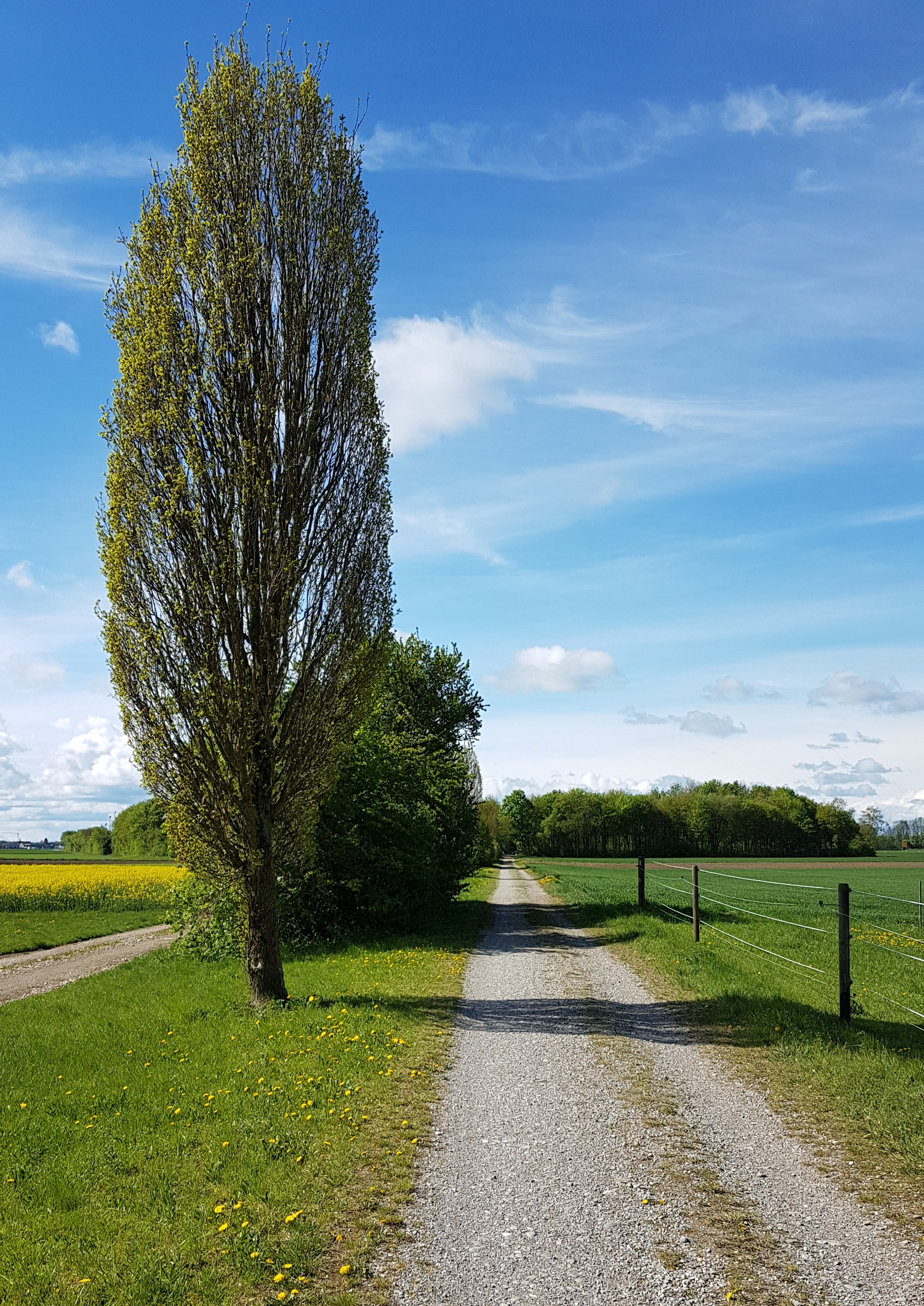
Дорога Клавдия Августа.

Дорога Клавдия Августа ( лат. Via Claudia Augusta ) - римская дорога, которая шла из долины реки По за Альпы в провинции Реке и Норик (нынешняя Южная Германия).
Дорога построена в 15 г. до н. полководцем Друзом в правление императора Августа . Была расширена в 47 году н.э. императором Клавдием , откуда и получила свое название. Имела длину около 350 миль (520 км), и разделялась на два разветвления - Claudia Augusta Padana и Claudia Augusta Altinate.

## История
Строительство Via Claudia Augusta было начато в 15 г. до н. э. генералом Августа, во время военной кампании, которая привела к завоеванию территорий Резии и Винделии (современный западный Тироль и южная Германия). Наступление римской армии пошло по пути, уже использовавшемуся в предыстории как связующее звено между Венето и Баварией.
Около шестидесяти лет спустя, в 47 году нашей эры, когда римское владычество консолидировалось на этих территориях, римская дорога былa расширенa и завершенa его сыном, императором Клавдием, от которого Via Claudia Augusta впоследствии взялa свое имя. Имя Виа Клаудиа Августа также было дано в разделе Пиза — Остилья .
В то время как в Германии и Австрии римский маршрут можно идентифицировать с некоторой точностью, маршрут дороги в Южном Тироле менее узнаваем, поскольку он пересекает более населенные и обрабатываемые районы. Еще большая неопределенность касается самой южной части дороги, той, которая из Венето вела в Тренто. Из надписей на вехах, единственных материальных источниках, найденных и изученных до настоящего времени, в частности, Cesiomaggiore и Rablà , стало известно о существовании двух дорог, однa из которых начинается в Остилья (Hostilia), ветвь Падано, а другая из Альтино (Altinum), разветвлениe (Claudia Augusta Altinate), идyщая к Трайдентуму, древнему Тренто. Выбор этих городов, вероятно, обусловлен их экономической значимостью, поскольку они являются процветающими торговыми центрами. К югу от Хостилии, где По пересекали паромы, была важна ось дороги, ведущая в Бононию (Болонья ). Дорога продолжалась в Пизу

Основные дороги Римской империи, около 125 года н. э.